# Mitsubishi J2M
El Mitsubishi J2M Raiden (雷電 rayo?) fue un avión de caza monomotor usado por la Armada Imperial Japonesa durante la Segunda Guerra Mundial. El nombre en clave de los aliados era “Jack”.

## Diseño y desarrollo

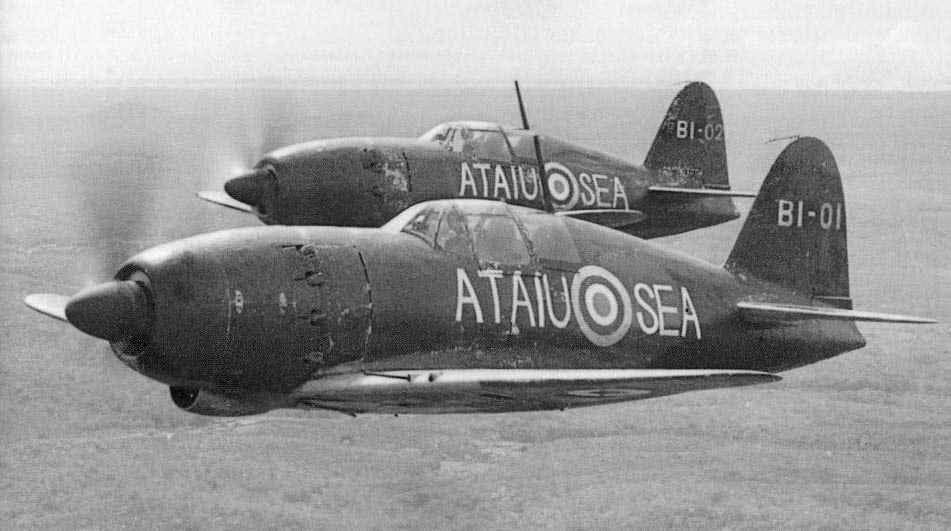
J2M3 model 21 Raiden incluido en el programa de verificación de la Unidad Técnica de Inteligencia Aérea Aliada de 1945.

El J2M fue diseñado por Jirō Horikoshi, creador del Mitsubishi A6M Zero. Este fue diseñado solamente con propósitos de intercepción para la defensa del territorio local, contrarrestando las amenazas a gran altura de los bombarderos, y, por lo tanto, se priorizó su velocidad, su gran rendimiento, y su armamento, en detrimento de su poca maniobrabilidad.
Un requerimiento emitido en 1938 por la Armada Imperial Japonesa para un nuevo interceptor monoplaza condujo al diseño y construcción de tres prototipos Mitsubishi J2M1, de los que el primero realizó su vuelo inaugural el 20 de marzo de 1942.
Monoplano de ala baja cantilever con tren de aterrizaje retráctil del tipo de rueda de cola, este modelo tuvo un dilatado desarrollo debido a que las demandas urgentes de motores limitaron la elección de la planta motriz adecuada. Ello dio como resultado la instalación de un motor radial Mitsubishi Kasei 13 de 1.430 cv; el diámetro de esta máquina obligó  a adoptar un eje de transmisión más largo a fin de poder atrasar el motor y reducir el diámetro del capó del mismo.
Las primeras evaluaciones revelaron que el J2M1 no cumplía con las especificaciones de la Armada respecto a su velocidad y tasa de ascenso. Esta deficiencia se solventó gracias a la instalación de un motor más potente, el MK4R-A Kaseia. Así equipado, el avión fue denominado J2M2 y, en esta configuración, se ordenó su puesta en producción, designado oficialmente Caza Interceptor Raiden Modelo 11 de la Armada. Como prosiguieron, sin embargo, los problemas de prestaciones inadecuadas, el modelo no entró en servicio hasta diciembre de 1943, fecha en que ya había aparecido la principal versión de serie, la J2M3, que difería principalmente por el armamento instalado.
Entre las variantes se cuentan la J2M3a, con armamento revisado, y la  J2M5 última variante de serie y dotada con un motor Mitsubishi MK4U-4 de 1.820 cv, que fue producida también en la subvariante J2M5a (con armamento diferente), más dos prototipos J2M4 con motores turboalimentados y, finalmente, un único J2M6, que era una modificación de un J2M3 con cabina mejorada. Cuando cesó su producción, Mitsubishi había construido un total de 476 aviones de todas las variantes (prototipos incluidos).
Con el sobrenombre aliado de Jack, el J2M Raiden entró por primera vez en operación en 1944, si bien con escaso éxito. No obstante, a medida que avanzaba la guerra el Raiden fue ganando reputación hasta convertirse en un excelente avión de defensa del territorio japonés, permanentemente amenazado por las incursiones de bombardeos aéreos hechos por los aliados.

## Producción
Un total de 621 aeronaves fueron construidas por Mitsubishi en las plantas localizadas en Nagoya y Suzuka. 128 J2M3 fueron construidos por Koza Kaigun Kokusho (Arsenal Aéreo-Naval de Koza).
- J2M1 - 8 aeronaves
- J2M2 - 131 aeronaves (aproximadamente)[3]
- J2M3 - 307 aeronaves construidas por Mitsubishi y 128 aeronaves construidas por Koza KK
- J2M4 - 2 aeronaves. (incluyendo un J2M3 convertido en J2M4)[4]
- J2M5 - 43 aeronaves
- J2M6 - 2 aeronaves

## Operadores
Japón
- Servicio Aéreo de la Armada Imperial Japonesa
  - 302 Kokutai
  - 332 Kokutai
  - 352 Kokutai
  - 381 Kokutai
  - Genzan Kokutai
  - Tainan Kokutai

 Indonesia
- En 1945, Fuerza Popular de seguridad de Indonesia (Fuerza Provisional), capturó un pequeño número de aviones japoneses en diversas bases aéreas, entre ellas la Base Aérea Bugis en Malang. La mayoría de las aeronaves fueron destruidas por el conflicto militar entre los Países Bajos y la recién proclamada República de Indonesia durante la Revolución Nacional de Indonesia de 1945-1949.

 Corea del Norte
- Corea del Norte capturó algunos ejemplares después de la guerra.[cita requerida]

## Especificaciones (Mitsubishi J2M)

### Características generales
- Longitud: 9,95 m
- Envergadura: 10,82 m
- Altura: 3,95 m
- Superficie alar: 20,05 m²
- Peso vacío: 2.460 kg
- Peso máximo al despegue: 3.950 kg
- Planta motriz: 1×  Mitsubishi MK4R-A Kasei 23e.
  - Potencia: 1.820 HP (1.379 kW)

### Rendimiento
- Velocidad máxima operativa (Vno): 600 km/h a 5.900 m
- Alcance: 1.050 km
- Radio de acción: km
- Alcance en combate: km
- Alcance en ferry: km
- Techo de vuelo: 11.700 m
- Régimen de ascenso: 19,5 m/s
- Carga alar: 174 kg/m²
- Potencia/peso: 0.39 kW/kg

### Armamento
- Cañones: 4× Tipo 99 de 20 mm, 2 en cada ala.

  - Versiones posteriores: 2 x Tipo 99 de 20 mm y/o 2 ametralladoras de 12,7 mm.
- Bombas: 

  - 2x bombas de 60 kg o 2x tanques de combustible de 200 l.

### Aeronaves similares
- Nakajima Ki-44

### Listas relacionadas
- Anexo:Cazas de la Segunda Guerra Mundial